# Rocca dei Sanvitale (Noceto)
La Rocca dei Sanvitale, nota anche come rocca di Noceto o Castello della Musica, è un piccolo castello che sorge in piazza Garibaldi a Noceto, in provincia di Parma; vi hanno sede il museo della Liuteria, il museo del Disco e varie associazioni di carattere musicale.

## Storia

Antico stemma dei Pallavicino

La fortificazione originaria fu edificata probabilmente all'inizio del XIII secolo dalla famiglia Pallavicino; nel 1247 fu occupata dai guelfi parmigiani, comandati dal generale Ugo Sanvitale, durante gli scontri con l'esercito imperiale di Federico II di Svevia; due anni dopo, al termine degli scontri, il marchese Oberto II Pallavicino rientrò nel castello in seguito all'investitura ufficiale del feudo di Noceto da parte dell'imperatore.
Nel 1345 il podestà di Parma Filippo Gonzaga, al comando dell'esercito del duca di Milano Luchino Visconti, occupò la rocca sottraendola a Giberto Pallavicino; vi si insediò allora Giberto Sanvitale, che ricostruì il castello danneggiato durante gli scontri. Nel 1370, tuttavia, Obizzo Sanvitale, figlio di Gian Quirico, osteggiò il governo di Bernabò Visconti, che lo fece arrestare, sottraendogli i suoi possedimenti ed ordinando la distruzione della rocca; nel 1402 i Sanvitale rientrarono a Noceto ed iniziarono a ricostruire il castello, nuovamente abbattuto l'anno seguente dai Visconti. La fortezza fu in seguito riedificata un'altra volta, ma nel 1416 Filippo Maria Visconti la riconquistò, sottraendola a Gian Martino Sanvitale, che fu compensato della perdita con la cessione del castello di Castelguelfo. Già nel 1417 il marchese Rolando Pallavicino conquistò la rocca, facendola ancora abbattere; negli anni seguenti il Sanvitale cercò di rientrare più volte in possesso di Noceto, senza tuttavia riuscirvi.

Stemma dei Sanvitale

Nel 1447 Pier Maria II de' Rossi riuscì a conquistare il castello, nel frattempo riedificato, e lo consegnò ad Angelo Sanvitale; l'anno seguente, però, Rolando Rossi, fratellastro di Pier Maria, occupò la rocca; intervennero anche i Terzi, che si impossessarono della fortificazione, per poi perderla nuovamente in favore dei Rossi; lo scontro coinvolse anche Francesco Sforza, che impose a Pier Maria la restituzione del castello al Sanvitale. Ciò nonostante, nei decenni seguenti i Rossi continuarono ad occupare la rocca, fino al 1481, quando Gian Quirico Sanvitale riuscì ad ottenere l'appoggio di Ludovico il Moro; in vista della guerra, Pier Maria Rossi fece fortificare i suoi castelli, tra cui quello di Noceto, cui conferì la veste attuale, ma ciò non bastò: nel 1482 la rocca fu assediata dalle truppe di Gian Giacomo Trivulzio, che attaccarono con bombarde le torri e la facciata, costringendo i Rossi alla resa; i conti Giberto III e Jacopo Antonio Sanvitale riuscirono allora a riprendere possesso del castello.
Nel 1551, durante la guerra di Parma, la rocca subì l'attacco e l'occupazione da parte delle milizie imperiali; al termine del conflitto i Sanvitale rientrarono nella loro proprietà.
Nel 1612 il conte Alfonso II Sanvitale fu condannato a morte nel processo che seguì la congiura contro il duca Ranuccio I Farnese; la fortezza fu allora assegnata ai marchesi Dalla Rosa, che la restituirono ai Sanvitale in cambio della cessione del castello di Belforte.
Nel 1805 gli editti napoleonici abolirono i diritti feudali ed il castello fu confiscato dal governo imperiale; alienato alla famiglia Santelli, fu acquistato agli inizi del XX secolo dal Demanio e nel 1938 dal Comune di Noceto, che lo adibì a sede di alcuni uffici municipali.
Nel secondo dopoguerra la rocca fu parzialmente trasformata in locale da ballo.
A partire dal 1998, la rocca fu sottoposta ad importanti lavori di restauro, volti al ripristino delle antiche strutture; abbattuti i muri aggiunti intorno alla metà del secolo, furono recuperati tutti gli ambienti interni e il parco, in vista dell'apertura al pubblico. Alla fine del 2005 fu inaugurata la struttura rinnovata, rinominata "Castello della Musica", in quanto destinata a sede di musei ed associazioni di carattere musicale.

## Descrizione

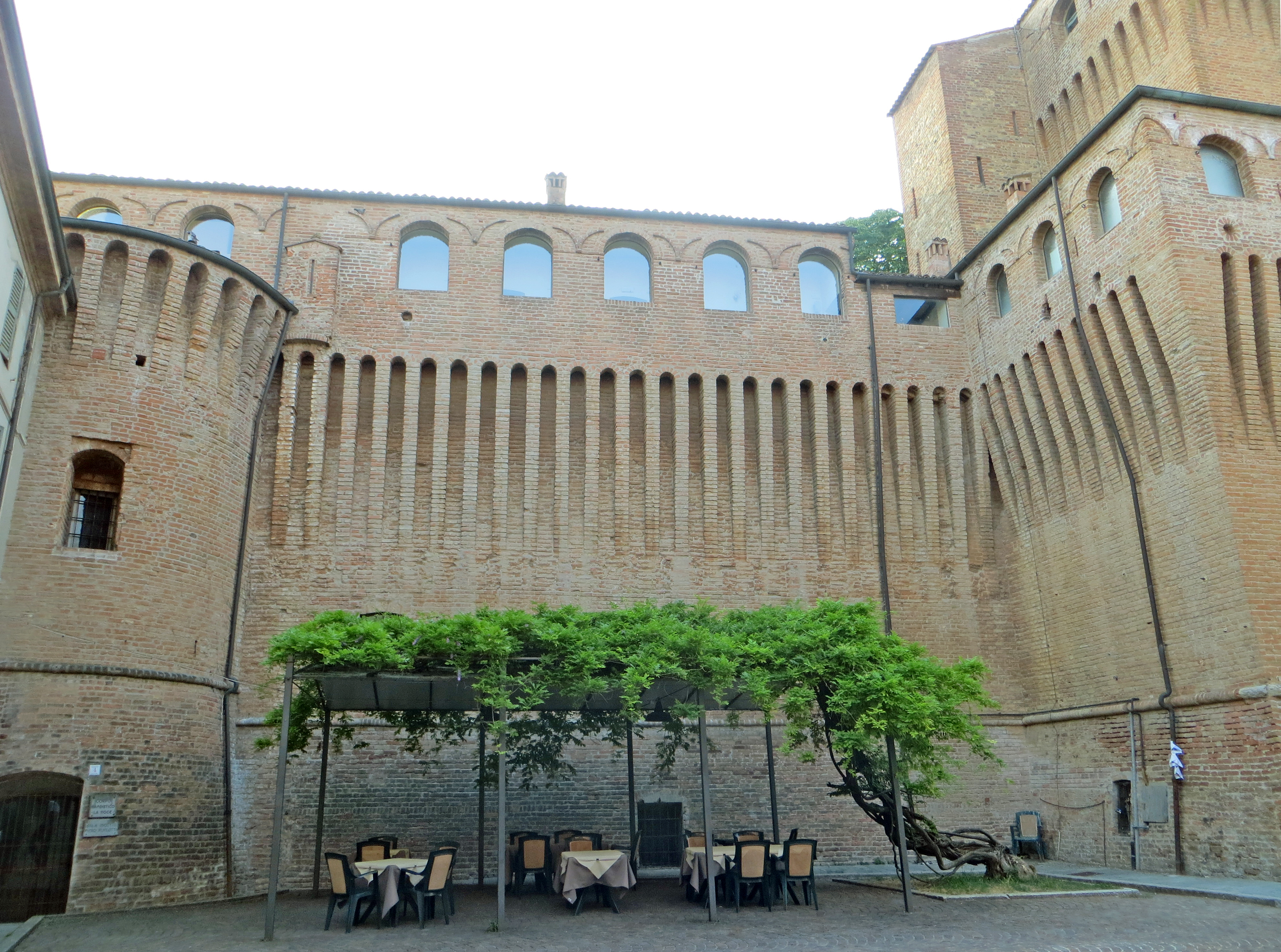
Facciata

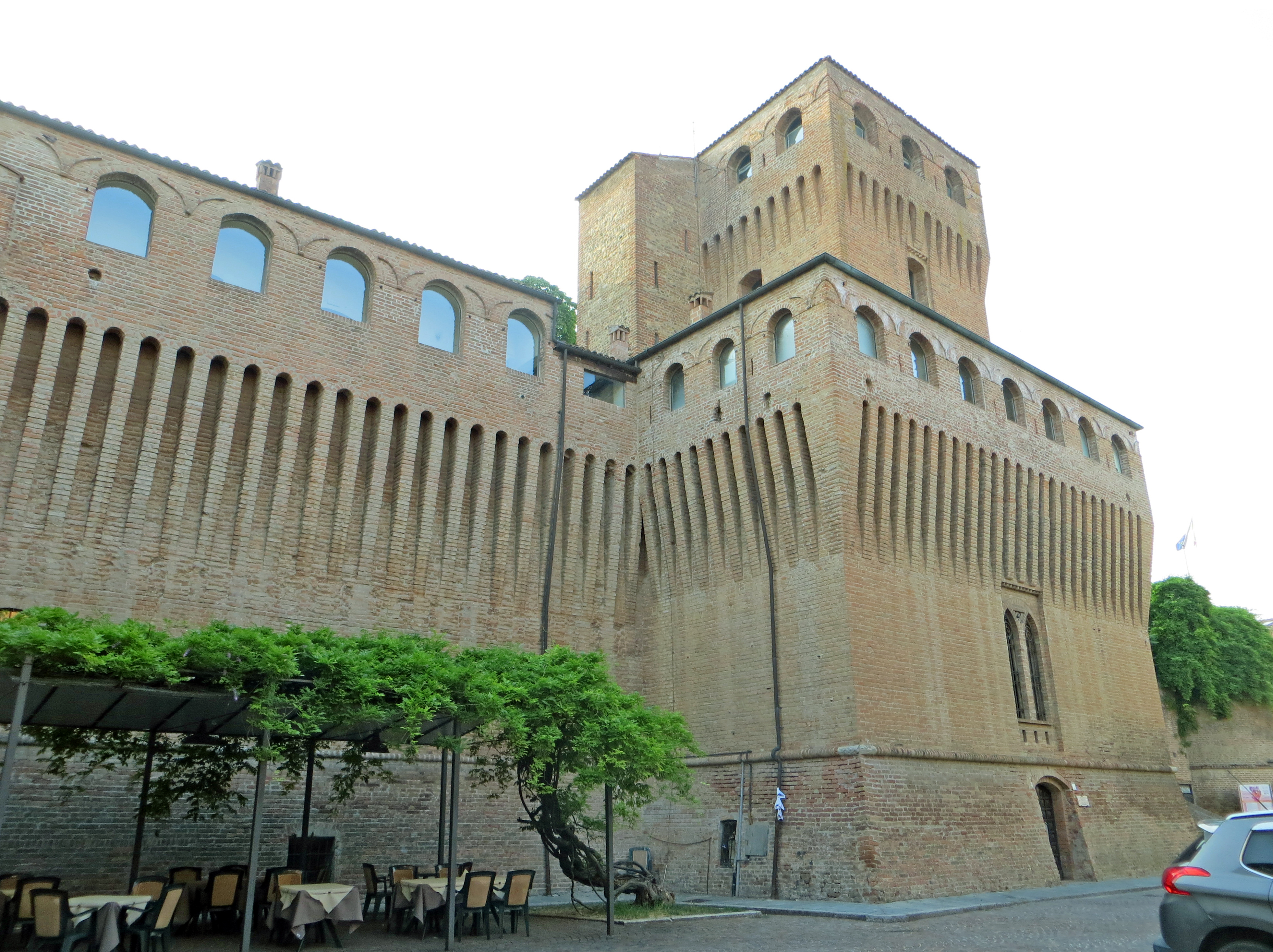
Facciata e mastio

La rocca si sviluppa attorno all'antico mastio, sul cui retro si apre un cortile interno oggi adibito a parco; in origine circondato da fossato, il perimetro murario esterno, di forma leggermente trapezoidale, è munito di quattro torri circolari in corrispondenza degli spigoli.
Le mura e le facciate, interamente realizzate in laterizio, mostrano i segni delle distruzioni subite nel corso dei secoli, che mantennero intatti solo il torrione ed il corpo di fabbrica adiacente; i due edifici, risalenti alla seconda metà del XV secolo, conservano i tratti tipici dei castelli dell'epoca, tra cui gli antichi beccatelli con caditoie e i merli ghibellini ancora parzialmente visibili in sommità.

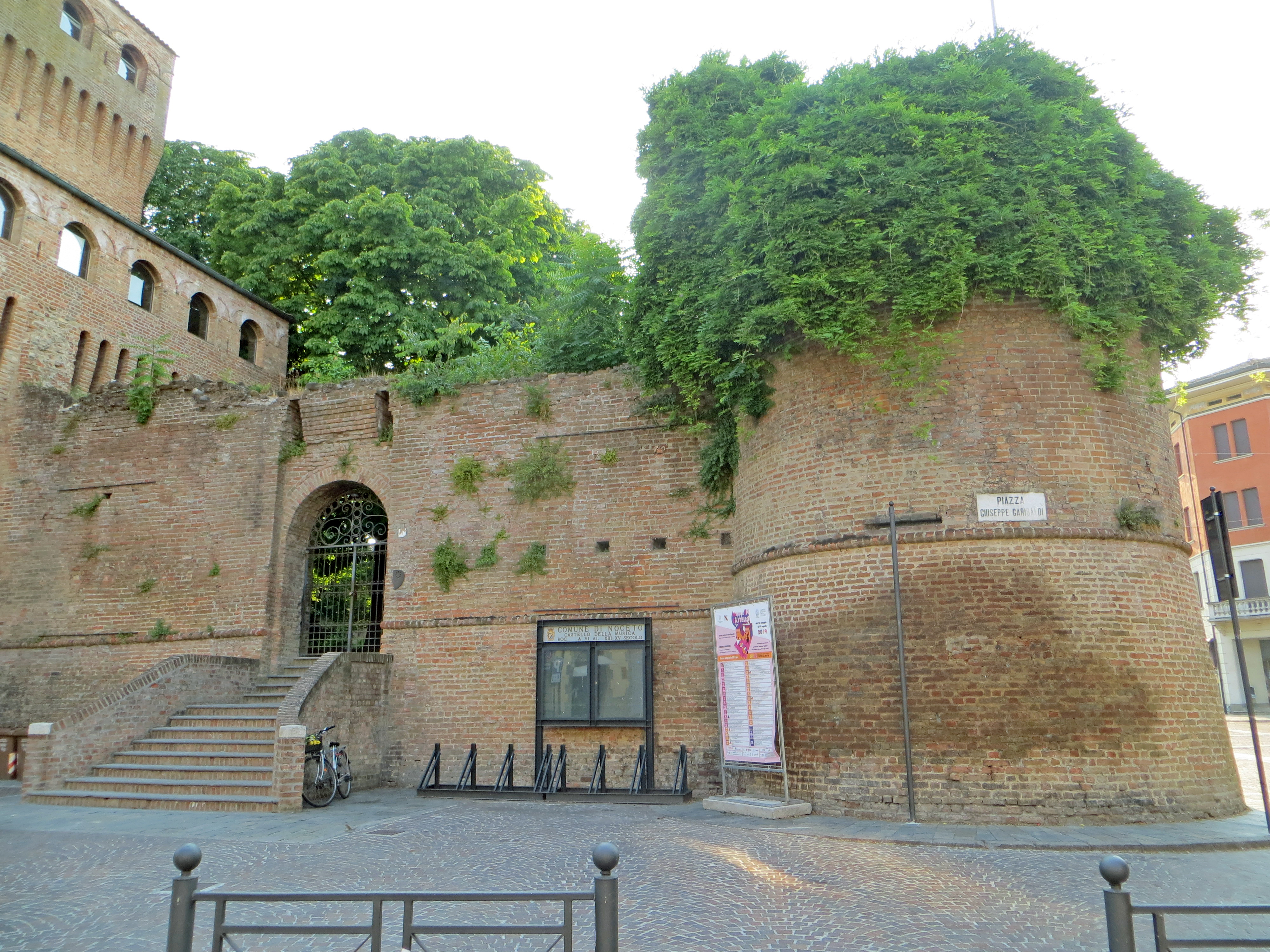
Ingresso e torre angolare nord-est

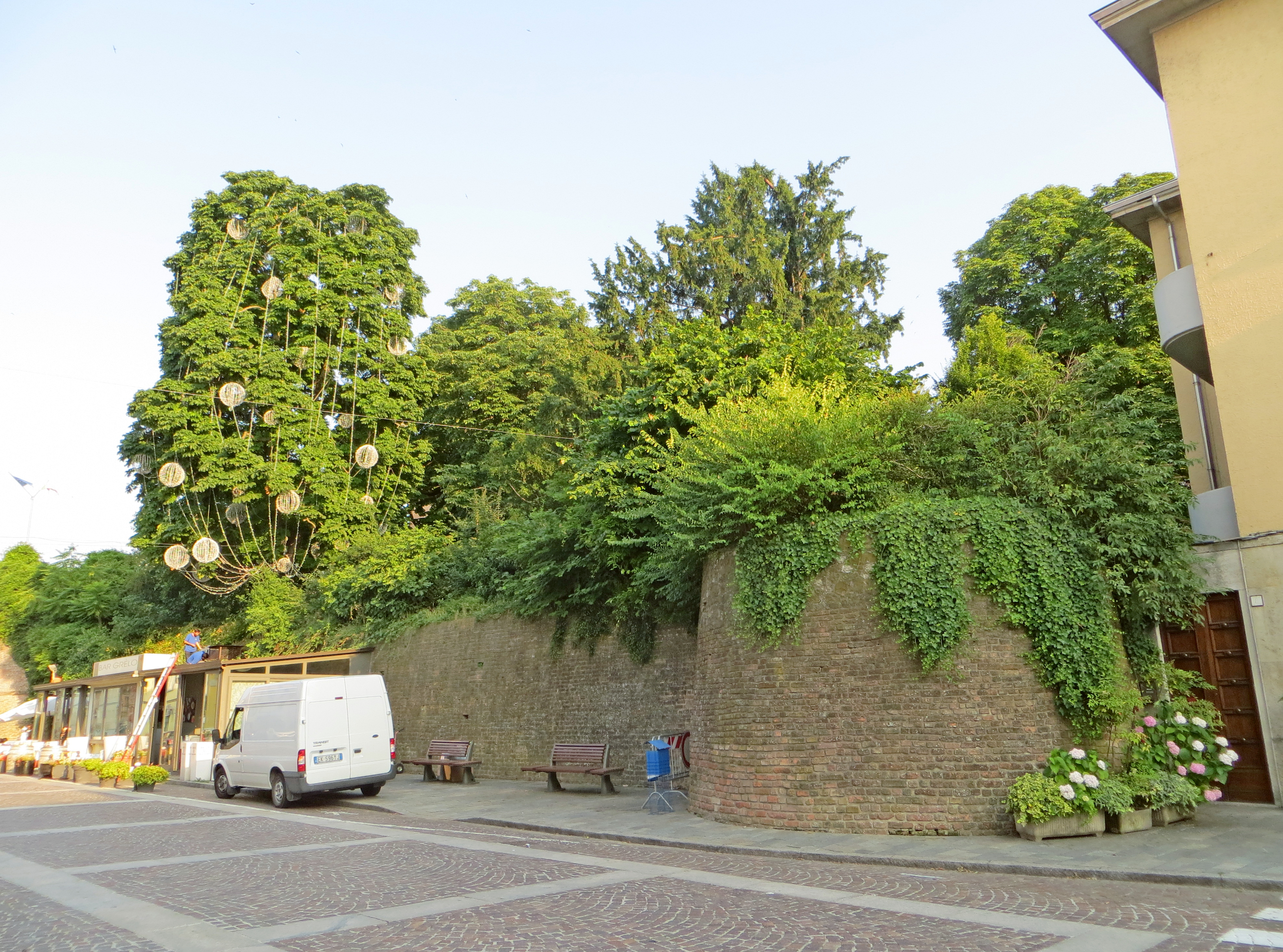
Lato nord e torre angolare nord-ovest

Sulla destra del possente mastio a due livelli, che aggetta al centro della facciata principale, una scalinata raggiunge l'antico ingresso del complesso fortificato, in origine collegato con la piazza attraverso un ponte levatoio, di cui si conservano tracce solamente nelle due fessure che ne ospitavano i bolzoni; varcando l'antico arco d'accesso, si raggiunge il cortile interno, adibito a giardino, dominato dalla mole di un secolare ippocastano.
Una passerella congiunge il parco con gli spazi interni, in origine occupati dall'aula del tribunale, dalle relative prigioni, dall'abitazione del podestà e dagli ambienti destinati alle truppe di guarnigione. Al piano terreno, la sala principale del mastio è oggi utilizzata in occasione di mostre temporanee; allo stesso livello si trovano anche i locali dell'ex biblioteca, oggi adibiti a sede di un'associazione musicale; al primo piano sono collocati invece gli ambienti destinati ai musei, il cui percorso si conclude all'ultimo livello del mastio, da cui ancora si domina l'intera pianura circostante.

### Percorso di visita
Il castello è aperto al pubblico dal 2005 e fa parte del circuito dei castelli dell'Associazione dei Castelli del Ducato di Parma, Piacenza e Pontremoli.
Risultano visitabili, oltre al giardino interno, le stanze dei piani terreno e primo e gli ambienti museali.

## Musei

### Museo della Liuteria
Il museo raccoglie una collezione di strumenti ad arco ed a pizzico, costruiti dal maestro liutaio Renato Scrollavezza e dai membri della Liuteria parmense.
Negli ambienti del mastio ha inoltre sede la scuola internazionale di liuteria "Renato Scrollavezza", fondata nel 1975 dal maestro all'interno del conservatorio Arrigo Boito; il relativo laboratorio è situato all'ultimo livello del torrione.

### Museo del Disco
Il museo, in continuità col precedente, ospita la vasta collezione di dischi storici donata nel 1972 dal giornalista sportivo e melomane Bruno Slawitz.
La raccolta, che include dischi rarissimi, è suddivisa in tre sezioni:
- storica, comprendente 1268 dischi a 78 giri, anteriori al 1952;
- lirica, comprendente 400 opere liriche complete;
- sinfonica, comprendente 450 titoli di autori vari.[2]